# Fuenllana
Fuenllana település Spanyolországban, Ciudad Real tartományban. Fuenllana Villanueva de los Infantes, Montiel és Villahermosa községekkel határos. Lakosainak száma 200 fő (2024).

## Népesség
A település népessége az elmúlt években az alábbi módon változott:
| Lakosok száma | 321  | 283  | 277  | 305  | 298  | 271  | 253  | 217  | 214  | 200  |
|               | 2001 | 2004 | 2006 | 2009 | 2011 | 2014 | 2016 | 2019 | 2021 | 2024 |